# Juan García de Palacios y García
Juan Antonio García de Palacios y García nació en México, donde fue bautizado el 2 de mayo de 1620.

## Educación
Obtuvo un doctorado en derecho canónico y civil.

## Sacerdocio
Luego de ser ordenado sacerdote, es nombrado tesorero del capítulo de la catedral de Tlaxcala. 
El 23 de septiembre de 1651 García de Palacios fue nombrado medio racionero de la Catedral de Puebla, y tomó posesión el 26 de ese mes.
El 11 de mayo de 1656 recibió la noticia que fue nombrado canónigo doctoral en la propia catedral y el 7 de febrero de 1675 se le designó tesorero.
Fue presentado para el obispado de Cuba por Carlos II de España el 20 de julio de 1677.

## Episcopado
Fue elegido obispo de Cuba el 13 de septiembre de 1677. Fue consagrado el 20 de noviembre de 1678, en Puebla de los Ángeles, México, por Manuel Fernández de Santa Cruz y Sahagun, obispo de Tlaxcala, asistido por dos dignidades eclesiásticas. 
La toma de posesión se efectuó el 12 de marzo de 1679 mediante un apoderado. Llega a La Habana entre marzo y septiembre de 1679.
Celebró el primer sínodo diocesano en la historia de Cuba en junio de 1680, aprobado por Carlos II el 9 de agosto de 1682. En él expuso la necesidad y concibió la creación de parroquias rurales, en zonas apartadas de los centros urbanos. 

### Muerte
Falleció el 1 de junio de 1682 en Santiago de Cuba.